# William Pianu
William Pianu (Torino, 7 dicembre 1975) è un allenatore di calcio ed ex calciatore italiano, di ruolo difensore.

## Carriera

### Giocatore
Difensore centrale cresciuto nelle giovanili della Juventus arrivando dal Giaveno Coazze che a sua volta lo ha prelevato dall'ATM società dilenttantistica di Torino,nel 95 va alla Pro Vercelli,poi al Rimini successivamente al Casarano, poi è acquistato dal Cittadella. Nel 1999 è ceduto al Treviso, dove gioca cinque stagioni e nel 2004 a parametro zero va alla Triestina, dove resta due anni prima di trasferirsi a titolo definitivo al Bari nel 2006. Dopo un anno da titolare, torna a Treviso e nell'estate 2009 approda al Gallipoli, scegliendo la maglia numero 21.A gennaio chiede la cessione ed il 22 gennaio 2010 firma un contratto col Pergocrema, per poi passare al Venezia nel mercato estivo.
Si ritira nel giugno 2010. In carriera ha totalizzato 191 presenze e 7 reti in Serie B.

### Allenatore
Nel 2012 inizia ad allenare i giovanissimi del Treviso e successivamente, dall'aprile 2013 è allenatore in seconda della prima squadra in Lega Pro.
Dal dicembre 2016 è osservatore per l'Inter. Il 18 dicembre 2017 diventa il nuovo tecnico del Calvi Noale, militante in Serie D. Al termine della stagione, lascia il club veneziano.

#### Calcioscommesse
Il 6 giugno 2013, quando ha già terminato la carriera agonistica da diversi anni, è deferito per illecito sportivo nell'ambito dell'inchiesta sul calcioscommesse relativo al filone Bari-bis.
Il 16 luglio 2013, è prosciolto dalla Commissione Disciplinare Nazionale della FIGC a fronte di una richiesta di 3 anni e 6 mesi di squalifica da parte del procuratore Stefano Palazzi.
Il 26 luglio 2013, la Corte di Giustizia Federale squalifica il calciatore per 3 anni e 6 mesi.
Il 28 gennaio 2014, gli viene annullata la squalifica e viene prosciolto da ogni addebito in via definitiva dal TNAS.
Il 13 ottobre 2015 la Corte d'Appello di Bari lo assolve per non aver commesso il fatto, in merito all'ipotizzato reato di frode sportiva.
Nel periodo di squalifica ha lavorato in un bar a Mogliano Veneto.

## Palmarès

### Club

#### Competizioni giovanili
- Coppa Italia Primavera: 1

Juventus: 1994-1995
Scudetto Primavera 1993-94 Juventus 
Torneo di Viareggio 1993-94 Juventus

#### Competizioni nazionali
- Serie C1: 1

Treviso: 2002-2003
- Supercoppa di Lega di Serie C: 1

Treviso: 2003